# يو إف سي 277
يو إف سي 277: بينا ضد نونيز 2 (بالإنجليزية: UFC 277: Peña vs. Nunes 2)‏ هو حدث لفنون القتال المختلطة نظمته يو إف سي، أُقيم في 30 يوليو 2022، على مركز الخطوط الجوية الأمريكية في دالاس، تيكساس، الولايات المتحدة.